# Esta Vez (álbum de Consuelo Schuster)
Esta Vez es el cuarto álbum de estudio de la cantante y compositora chilena Consuelo Schuster. Se lanzó el 24 de junio de 2016 bajo el sello discográfico Sony Music y Chilevisión Música.
La cantante obtuvo el reconocimiento como "Mejor Artista Balada" en los Premios Pulsar 2017 por su trabajo en este disco. El álbum cuenta con diez canciones, entre las que destacan los sencillos «Después del Adiós» y «Aquí Me Tienes».

## Antecedentes y desarrollo
Consuelo Schuster lanzó «Después del Adiós» el 8 de noviembre de 2015, como adelanto de su cuarto disco de estudio. El sencillo tuvo difusión radial y contó con un videoclip que se estrenó un año más tarde. Como segundo sencillo se publicó «Aquí Me Tienes» que alcanzó la posición N° 1 en las listas musicales de Puerto Rico, marcando un hito para su carrera artística. En abril de 2017 se definió «Estar Contigo» como el nuevo sencillo comercial. En 2018 de manera sorpresiva publica el videoclip de «Lo Que Fue» como su último single.
Otro de los aspectos destacados de este disco es que varias canciones de su catálogo musicalizaron algunas producciones nacionales, como "El Camionero" y "La Colombiana" de TVN, "Preciosas" de Canal 13 y "Vidas en Riesgo" de Chilevisión.
En adición al álbum, la cantante ha estrenado un remix de la canción «Dale» junto al dúo puertorriqueño Jowell y Randy, la versión acústica de «No Te Rindas» con su hermano Augusto Schuster, «Aquí Me Tienes» en colaboración con Tommy Torres y «Después del Adiós».

## Lista de canciones
| N.º   | Título              | Escritor(es)                                         | Duración |  |
| 1.    | «Aquí Me Tienes»    | Consuelo Schuster, Roberto Trujillo, Tommy Torres    | 3:50     |  |
| 2.    | «Estar Contigo»     | Consuelo Schuster, Jose Miguel Alfaro                | 4:09     |  |
| 3.    | «Después del Adiós» | Jose Miguel Alfaro                                   | 3:34     |  |
| 4.    | «Otra Oportunidad»  | Consuelo Schuster, María Ela Muñoz, Roberto Trujillo | 3:34     |  |
| 5.    | «Dale»              | Consuelo Schuster, Roberto Trujillo                  | 3:29     |  |
| 6.    | «Mil Años»          | Christina Perri, David Hodges                        | 3:51     |  |
| 7.    | «Esta Vez»          | Consuelo Schuster, Jaime Ciero                       | 3:55     |  |
| 8.    | «Bachata Rosa»      | Juan Luis Guerra, 4.40                               | 3:45     |  |
| 9.    | «Lo Que Fue»        | Consuelo Schuster, Jose Miguel Alfaro                | 4:05     |  |
| 10.   | «La Tonta Razón»    | Consuelo Schuster, Jaime Ciero, Roberto Trujillo     | 4:08     |  |
| 38:25 |                     |                                                      |          |  |

## Premios y nominaciones
| Año  | Premios        | Categoría            | Trabajo  | Resultado | Ref. |
| ---- | -------------- | -------------------- | -------- | --------- | ---- |
| 2017 | Premios Pulsar | Artista del Año      | Esta Vez | Nominada  |      |
| 2017 | Premios Pulsar | Álbum del Año        | Esta Vez | Nominada  |      |
| 2017 | Premios Pulsar | Mejor Artista Balada | Esta Vez | Ganadora  |      |